# 双星集团
双星集团有限责任公司 （深交所：000599）是中国深圳证券交易所的一家上市公司，1921年成立，主要生产轮胎。

## 历史
公司创立于1921年，本是一家鞋业公司。2001年，双星集团收购华青轮胎，2005年收购东风轮胎。2008年，其鞋、服装业务从集团剥离，转行生产轮胎。